# Иваново (Лихославльский район)
Иваново — деревня в Лихославльском районе Тверской области.

## География
Находится в центральной части Тверской области на расстоянии приблизительно 13 км на восток по прямой от районного центра города Лихославль.

## История
Деревня была отмечена как Иванева ещё на карте Менде, состояние местности на которой соответствует 1848 году. В 1859 году здесь (деревня Тверского уезда) было учтено 9 дворов. До 2017 деревня входила в Первитинское сельское поселение Лихославльского района, а с 2017 до 2021 год в Кавское сельское поселение до его упразднения.

## Население
Численность населения: 91 человек (1859 год), 10 (русские 100 %) в 2002 году, 6 в 2010.